# Пищёвка
Пищёвка — деревня в составе Шангского сельского поселения Шарьинского района Костромской области России.

## География
Расположена на автодороге Урень — Шарья — Никольск — Котлас Р157.

## История
Деревня относилась к «черным деревням» Богородицкого стана. Имела второе название — Толга. В ней числилось 3 крестьянских двора. Деревня была в составе вотчины Матвея Зубова — дворецкого патриарха Московского и Всея Руси Филарета, которую он получил после смерти князя Ф. И. Мстиславского.
Согласно Спискам населенных мест Российской империи в 1872 году деревня относилась к 3 стану Ветлужского уезда Костромской губернии и располагалась на Вятском торговом тракте. В ней числилось 13 дворов, проживало 54 мужчины и 57 женщин.
Согласно переписи населения 1897 года в деревне проживало 127 человек (57 мужчин и 70 женщин).
Согласно Списку населенных мест Костромской губернии в 1907 году деревня относилась к Шангско-Городищенской волости Ветлужского уезда Костромской губернии. По сведениям волостного правления за 1907 год в деревне числилось 24 крестьянских двора и 153 жителя. Основным занятием жителей деревни был лесной промысел. В том же списке указана усадьба Пищёвка, в которой числился один двор и проживало 9 человек.

## Население
| 2008 | 2010 | 2014 |
| ---- | ---- | ---- |
| 195  | ↘188 | ↘173 |